# André Jousseaume
André Jousseaume (* 27. Juli 1894 in Yvré-l’Évêque, Département Sarthe; † 26. Mai 1960 in Chantilly) war ein französischer Dressurreiter und Offizier. Er nahm an fünf Olympischen Spielen teil und gewann ebenso viele Medaillen.
Seine erste Olympiateilnahme war 1932 in Los Angeles. Dort siegte er auf Sorelta im Mannschaftswettbewerb und platzierte sich im Einzelwettbewerb als Fünfter. 1936 in Berlin wurde er auf Favorite Zweiter mit der Mannschaft und wiederum Fünfter als Einzelreiter. Am erfolgreichsten schnitt Jousseaume bei den Olympischen Sommerspielen 1948 in London ab, als er auf Harpagon Gold mit der Mannschaft und Silber im Einzel gewann. Er versuchte sich auch im Vielseitigkeitsreiten, wurde aber disqualifiziert.
Wiederum auf Harpagon gewann er 1952 in Helsinki die Bronzemedaille in der Einzelwertung und erreichte den vierten Platz mit der Mannschaft. Im Alter von 61 Jahren nahm er 1956 an den olympischen Reitwettbewerben in Stockholm teil (wegen strenger Quarantänebestimmungen konnten diese nicht in Melbourne ausgetragen werden); zum Abschluss seiner sportlichen Karriere erzielte er die Plätze 5 (Einzel) und 6 (Mannschaft).